# Robin – Watch for Wishes
Robin – Watch for Wishes ist ein deutscher Film aus dem Jahr 2018. Der Film war vom 21. April bis 19. Mai 2018 auf YouTube verfügbar und wird online im Rahmen der Spendenkampagne „Watch for Wishes“ ausgewertet.

## Handlung
Die Krankheit ihres elfjährigen Sohnes bedeutet für ein Ehepaar eine undenkbar schwere Entscheidung: den Jungen im Krankenhaus lassen, ihn nicht aufzugeben und so lange es geht am Leben zu halten oder ihn nach Hause holen – zum Sterben. Der Vater entschließt sich zu einer völlig anderen Lösung: er entführt seinen Sohn aus dem Krankenhaus, um mit ihm auf eine Reise zu gehen, bei der sie die Bucketlist des Jungen erfüllen.
Die fassungslose, entschlossene Mutter alarmiert die Polizei und versucht alles in ihrer Macht stehende, die beiden zu finden. Ein Kommissar verfolgt die Spur von Vater und Sohn bis nach Südafrika.
Die Geschichte wird – buchstäblich – erzählt, durch lyrische Elemente innerhalb der Handlung, denn der Vater, John, ein bekannter Poetry-Slammer, berichtet auf der Bühne von der dramatischen, wunderschönen Reise mit seinem Jungen Robin. Robins Mutter, Miriam, und der Kommissar entdecken in den Versen einen Code – eine Art Reisetagebuch – der Hinweise auf den Verbleib des Jungen liefert. Eine Suche auf Zeit beginnt – denn jeder Tag könnte Robins letzter sein.
Lebenszeit oder Lebensqualität, „Überleben“ oder wirklich Leben, das ist der universelle Konflikt, um den sich Robin dreht.

## Watch for Wishes
Watch for Wishes ist ein zeitgleich mit der Veröffentlichung von Robin gestarteter online Spendenmarathon mit dem Ziel kranke und benachteiligte Kinder zu unterstützen. Jeder Klick auf den YouTube Link des Films generiert automatisch eine 10 Cent Spende zugunsten der DKMS, der McDonalds Kinderhilfe und von SOS-Kinderdorf. Die Spendengelder werden hierbei von Unternehmen getragen. In den ersten Tagen erhielt der Film direkt über 90.000 Abrufe
Ziel der Produktion ist es, den Inhalt des Films in die Realität zu übertragen, um mit dem Film Kindern wie dem Filmjungen Robin zu helfen. Sie sprechen in diesem Zusammenhang von einem „social impact Film“.